# Graves Haughton
Graves Champney Haughton, född 1788, död 1849, var en brittisk indolog, professor i sanskrit och bengali vid East India College i Hailybury, England. Han blev ledamot av Royal society 1821.